# (4591) Bryantsev
(4591) Bryantsev est un astéroïde de la ceinture principale.

## Description
(4591) Bryantsev est un astéroïde de la ceinture principale. Il est découvert le 1er novembre 1975 à Naoutchnyï par Tamara Smirnova. Il présente une orbite caractérisée par un demi-grand axe de 2,46 UA, une excentricité de 0,24 et une inclinaison de 2,6° par rapport à l'écliptique.

## Compléments